# Sąspówka
Sąspówka – potok, prawy dopływ Prądnika o długości 4,45 km.
Potok płynie w województwie małopolskim, na Wyżynie Krakowsko-Częstochowskiej. Swój początek potok bierze we wsi Sąspów. Kolejne źródła zasilające potok znajdują się w Dolinie Sąspowskiej Tymi źródłami są m.in.: Źródło Harcerza, Źródło Ruskie, Źródło spod graba, Źródło Filipowskiego. Ich wydajność wynosi od 8-15 l/s. W źródle Harcerza żyje wypławek alpejski, będący reliktem ostatniej epoki lodowcowej. Potok płynie po dnie doliny, meandrując po szerokim jej dnie wśród skupisk buczyny karpackiej, łąk rajgrasowych i ostrożeniowych oraz łęgów głównie wierzbowych i olchowych. Dno Doliny Sąspowskiej zawalone jest wapiennym rumoszem, w którym potok wyżłobił głębokie koryto, w niektórych miejscach osiągające głębokość do 8 m. Znajdują się na nim liczne progi, na których potok tworzy niewielkie wodospady. W Sąspówce żyją bobry, które zostały sprowadzone tutaj w 1985 roku. Są też piżmaki amerykańskie. To przybysze z Czech, które uciekając z tamtejszej hodowli w 1905, przekroczyły granice kraju i dotarły m.in. do Sąspówki.
W pobliżu ujścia do Prądnika na Sąspówce znajduje się próg skalny o szerokości 7 m. Woda spada z niego wodospadem o wysokości 1, 5 m. Sąspówka, w przeciwieństwie do Prądnika, charakteryzuje się wyjątkowo czystą wodą (I klasa czystości).
- w zimie: +5 °C
- w lecie: +11 °C

Tylko podczas upałów temperatura wody może dojść do najwyżej +15 °C.
W Sąspówce odnotowano 164 gatunki glonów w tym 80% okrzemek.
Składniki chemiczne Sąspówki
W Sąspówce przeważa kation Ca2+. Najczęstszym anionem jest KCO3-. Występują tutaj również: amoniaki, azotany, azotyny i chlorki.
Fauna